# Duvedal
Duvedal är en stadsdel i Motala, Motala kommun, Östergötland. Gården Duvedal, som givit området dess namn, låg strax nordväst om Motala ström ungefär där AB Motala Verkstad anlades 1822. Ägaren, baron Fleetwood på gården Karshult, upplät mark så att verkstaden kunde anläggas enligt planer.

## Duvedals gård - en gård med anor
Duvedal omnämns första gången 1359 i samband med att Elin Lydersdotter och hennes man Johan Öyarsson återfick en kvarn i Duffuedall samt Hamra (Hambra) och åtta attungar i Ulvåsa (Wlffåss) i Ekebyborna socken, ett fiske i Motala och ett ålfiske med en äng i Kristbergs socken samt Södra äng i Asks socken. Det ombesörjdes av riddaren Bengt Filipsson som var gift med en dotter till riddaren Karl Näskonungsson (död senast 1358). Den senare hade från Johan Öyarsson och hans hustru tagit bland annat kvarnen i Duvedal. Bakgrunden var att när Elin (Helena) Lydersdotter 2 april 1336 kom överens med sin bror Lars Lydersson och sin make Johan Öyarsson/Öjarsson om hur syskonens arvegods skulle delas fick Elin bland annat halva Hamra (Hambrum) i Ekebyborna socken. Rossvik i Husby-Rekarne socken i Södermanland) hade bytts bort till Karl Näskonungsson, som skulle låta bytet återgå om Elin och Johan inte var nöjda med de gods som de fick i utbyte. Uppenbarligen blev det tvistigheter - därav återlämnandet av Duvedal genom Näskonungssons måg. Till Hamra hörde år 1336 bland annat fisken, kvarnar och kvarntomter, som i likhet med åkrar, ängar mm angavs i pluralis men i vissa fall mycket väl kan avse singularis.       
Enligt ett brev 26 mars 1375 skänkte Elin Lydersdotter (nu änka) med samtycke av sin son Magnus Johansson 8 attungar i Hamra (Hambrum) i Ekebyborna socken samt en hustomt och en kvarnström i Duwodal till det kloster som höll på att uppföras i Vadstena. "Torpet" Duvodall kom i Vadstena klosters ägo genom ett större byte 3 mars 1383 mellan Östergötlands lagman och Stockholms fogde, riksrådet Bo Jonsson (Grip) och klostret. Den till Hamra hörande hustomten och kvarnen fanns sannolikt på södra/östra sidan om Motala ström medan gården ("torpet") Duvedal med all säkerhet låg på den norra sidan om strömmen.  
I Vadstena klosters äldsta jordeböcker (1447 och 1457) uppges Hamra (Hambra) tillhöra klostret liksom en till Hamra hörande obebyggd kvarnström i "Motala å" (j modhala aa) vid Duvedal (dwua dall). Hamra by låg på den plats där dagens Ulvåsa är beläget. Enligt Vadstena klosters jordebok år 1500 ägde klostret en gård i Dwffuodall. Duvedal utarrenderades 1529 till handelsmannen Mårten Nilsson Skinnare i Vadstena för 2 mark penningar och frihet för klostret att använda sågen.
Även Vreta kloster hade tillgång till en ström i Duvedal med tillhörande kvarn, vilket framgår av två brev den 5 februari 1414. Fogden över Östergötland, Esbjörn Djäken, anklagades för att olagligen för kronans räkning ha lagt beslag på kvarnen och således förhindrat klostret att bruka den. Det sattes det stopp för genom en räfstetingsdom utfärdad av Linköpings biskop Knut Bosson (Natt och Dag) och Östergötlands lagman, riddaren Ivar Nilsson. Vreta kloster tilldömdes nu nyttjanderätten till kvarnen och strömmen i Duvedal (Dwodal, Duwodal). Esbjörn Djäken hade agerat i nära samarbete med drottning Margareta för att i enlighet med Nyköpings recess dra in ett stort antal egendomar till kronan. Allra längst gick man med de 40 torp, gårdar, kvarnar och tomter i "Motala skog" i Aska härad som häradstinget 13 mars 1405 på drottning Margaretas befallning förklarade tillhöra kronan, kungens treding eller häradsallmänningarna. Dit hörde bland annat Duvedal (Dufwodall) och Hårstorp (Harokxthorp) i Motala socken, Karlsby (Kalsbygd) i Kristbergs socken, Medevi i Västra Ny socken och Staffanstorp i Vinnerstads socken.   
I den andra räfstetingsdomen 5 februari 1414 återfick Nils Arvidssons arvingar den egendom, Gärstad i Kärna socken, som han avträtt till klostret i utbyte mot nyttjanderätten av strömmen och en kvarn som samme Nils Arvidsson låtit bygga i Duvedal (Duuodal). Arvingarna fick tillbaka Gärstad eftersom strömmen var kungens treding.

## Kronohemmanet Duvedal förlänat till Vadstena hospital
Under reformationen drogs gården in till kronan. På 1635-1637 års karta uppmätt av lantmätare Johan Larsson Groth finns på norra sidan av Motala ström kronohemmanet Duvedal (Dufwedaal), som uppges förlänat till det av Mårten Nilsson Skinnare grundade Vadstena hospital, samt en tillhörande vattendriven såg ("sågekvarn") och bro samt fiskevatten. På södra sidan om strömmen finns på kronohemmanet Kråkstens ägor (köpt till skattehemman) två kvarnar, den ena uppströms bron (en kvarn som kallas Dufwedaal), den andra nedströms (en kvarn som benämns Dufwedall). Båda dessa kvarnar uppges vara frälsekvarnar trots att de låg på Kråkstens ägor och därmed åtnjöt frälse friheter.     
På 1708 års karta avgränsas Duvedal i söder mot Charlottenborg och Motala ström, i väster och norr mot Hårstorp och i norr också mot Bergsätter samt i nordost mot sjön Boren.

## Duvedal 1725
På 1725 års karta finns på södra sidan av Motala ström i riktning mot sjön Boren en ej brukbar såg tillhöring Ulvåsa och därefter en kvarn under Ulvåsa ("Duvedals södra kvarn"),båda uppströms den gamla Duvedalsbron, vidare en kronokvarn samt en såg och en kvarn under säteriet Charlottenborg. På norra sidan av strömmen fanns Duvedals fiskeverka, Vadstena hospitals såg, gården Duvedal samt ytterligare en bit nedströms en kvarn och en såg tillhörig gården Karshult. Karshults ägare hade 1669 fått tillstånd att mot en årlig avgift bygga och driva en kvarn och en såg på Duvedals hospitalshemman.

## Duvedal vid 1800-talets mitt
Enligt Wilhelm Thams beskrivning av Östergötland hörde vid 1800-talets mitt en kvarn och en såg till det i Motala socken belägna och sedan 1580 till Vadstena Hospital förlänade kronohemmanet Duvedal på 1/2 mantal. Det var dock inte den enda kvarnen i Duvedalsområdet. Till det i Vinnerstads socken belägna säteriet Charlottenborg hörde nämligen "Dufvedals qvarn, såg och urfjäll" och till den i samma socken belägna frälsegården Vedemö under Ulvåsa hörde "Dufvedals qvarn av 4 par stenar, såg och grynverk". Den sistnämnda kvarnen och sågen köpte Robert Fraser på auktion 1850, varefter han 1852 lät riva dem. Där kvarnen låg uppfördes 1854 Motala Pappersbruk, som drevs av två söner till Robert Fraser. Bruket såldes 1887 till Fredrik Asp som där anlade en klädesfabrik. På Motala ströms södra strand i Duvedal fanns också en kronokvarn ("Dufvedals qvarn") som staten 1683 bytt till sig från överste Lage von Yxkull.

## Duvedal under 1900-talet och idag
Under 1900-talet växte en omfattande villabebyggelse upp i Duvedalsområdet. År 1900 försåldes 10 större lägenheter/tomter (Björkdalen, två i Bromsholm, Grönlund, Hästhagen, Johanlund, Karlslund, Källeryd, Småland och Örbacken) och 15 mindre i Englands-området. Åren 1924-25 köpte Motala landskommun ett par hektar av Domänstyrelsen att användas för villabebyggelse. Detta område rymde omkring 200 tomter om vardera 100 kvm. Byggnationen kom igång på allvar först under åren 1936-1937. Tomterna utmed Rosgatan var bland de första att bebyggas. De flesta villaägarna var anställda på AB Motala Verkstad.
Motala socken (landskommunen) och Motala stad avgränsades av den sanka Duvedalsskogen som avverkades för att ge plats för villabebeygglsen. Förbindelsen mellan samhället Motala verkstad och staden utgjordes av den under höst och vår oframkomliga Östermalmsgatan, vilket förorsakades av den sanka terräng som den gick igenom. Som alternativ transportsträcka fungerade färjan "Kolga" på Göta kanal åren 1873-1901. Fram till 1926 då busstrafiken kom igång var det färjan "Motala Verkstad" som trafikerade kanalen.    
Motalas Folkets park fanns på Duvedalsområdet mellan 1903 och 1976 då den flyttades till Marieberg. Idag finns på denna plats ett grönområde. Gatunamnen Folkparksgatan och Skådespelargränd minner om det tidigare nöjeslivet i området. Platengymnasiet, Lilla Karin-Boye skolan samt en förskola ligger i området idag. Förutom i stadsdelen Duvedal lever namnet Duvedal kvar i den långsträckta Duvedalsgatan, som går genom hela området, samt i Duvedalsbron, som går över Motala ström.

## Från Motala landskommun till Motala stad
Stadsdelen Duvedal låg inom Motala landskommun innan denna 1948 införlivades i Motala stad, idag Motala kommun. Duvedal är ett av Motalas populäraste bostadsområden, framförallt känt för "Blåa Huset"  som ligger mellan Duvedalsgatan och Duvedalsgränd. Människorna som bor i Duvedal är stolta över området och dess historiska förflutna.